# Le Trésor et les Deux Hommes
Le Trésor et les deux Hommes est la seizième fable du livre IX de Jean de La Fontaine situé dans le second recueil des Fables de La Fontaine, édité pour la première fois en 1678. L'inspiration de cette fable provient du recueil Narrationum Sylva écrit par le Franc-comtois Gilbert Cousin en 1567.

## Texte de la fable
Un homme n’ayant plus ni crédit, ni ressource,

Et logeant le diable en sa bourse,

C’est-à-dire, n’y logeant rien,

S’imagina qu’il ferait bien

De se pendre, et finir lui-même sa misère ;

Puisqu’aussi bien sans lui la faim le viendrait faire,

Genre de mort qui ne duit pas

À gens peu curieux de goûter le trépas.

Dans cette intention une vieille masure

Fut la scène où devait se passer l’aventure.

Il y porte une corde ; et veut avec un clou

Au haut d’un certain mur attacher le licou.

La muraille, vieille et peu forte,

S’ébranle aux premiers coups, tombe avec un trésor.

Notre désespéré le ramasse, et l’emporte ;

Laisse là le licou ; s’en retourne avec l’or ;

Sans compter : ronde ou non, la somme plût au sire.

Tandis que le galant à grands pas se retire,

L’homme au trésor arrive, et trouve son argent

Absent.

Quoi, dit-il, sans mourir je perdrai cette somme ?

Je ne me pendrai pas ? Et vraiment si ferai,

Ou de corde je manquerai.

Le lacs était tout prêt, il n’y manquait qu’un homme,

Celui-ci se l’attache, et se pend bien et beau.

Ce qui le consola peut-être,

Fut qu’un autre eût pour lui fait les frais du cordeau,

Aussi bien que l’argent le licou trouva maître.

L’avare rarement finit ses jours sans pleurs :

Il a le moins de part au trésor qu’il enserre,

Thésaurisant pour les voleurs,

Pour ses parents, ou pour la terre.

Mais que dire du troc que la Fortune fit ?

Ce sont là de ses traits ; elle s’en divertit.

Plus le tour est bizarre, et plus elle est contente.

Cette Déesse inconstante

Se mit alors en l’esprit

De voir un homme se pendre ;

Et celui qui se pendit

S’y devait le moins attendre.
— Jean de La Fontaine, Fables de La Fontaine, Le Trésor et les Deux Hommes, texte établi par Jean-Pierre Collinet, Fables, contes et nouvelles, Gallimard, « Bibliothèque de la Pléiade », 1991, p. 376